# Geranium endressii

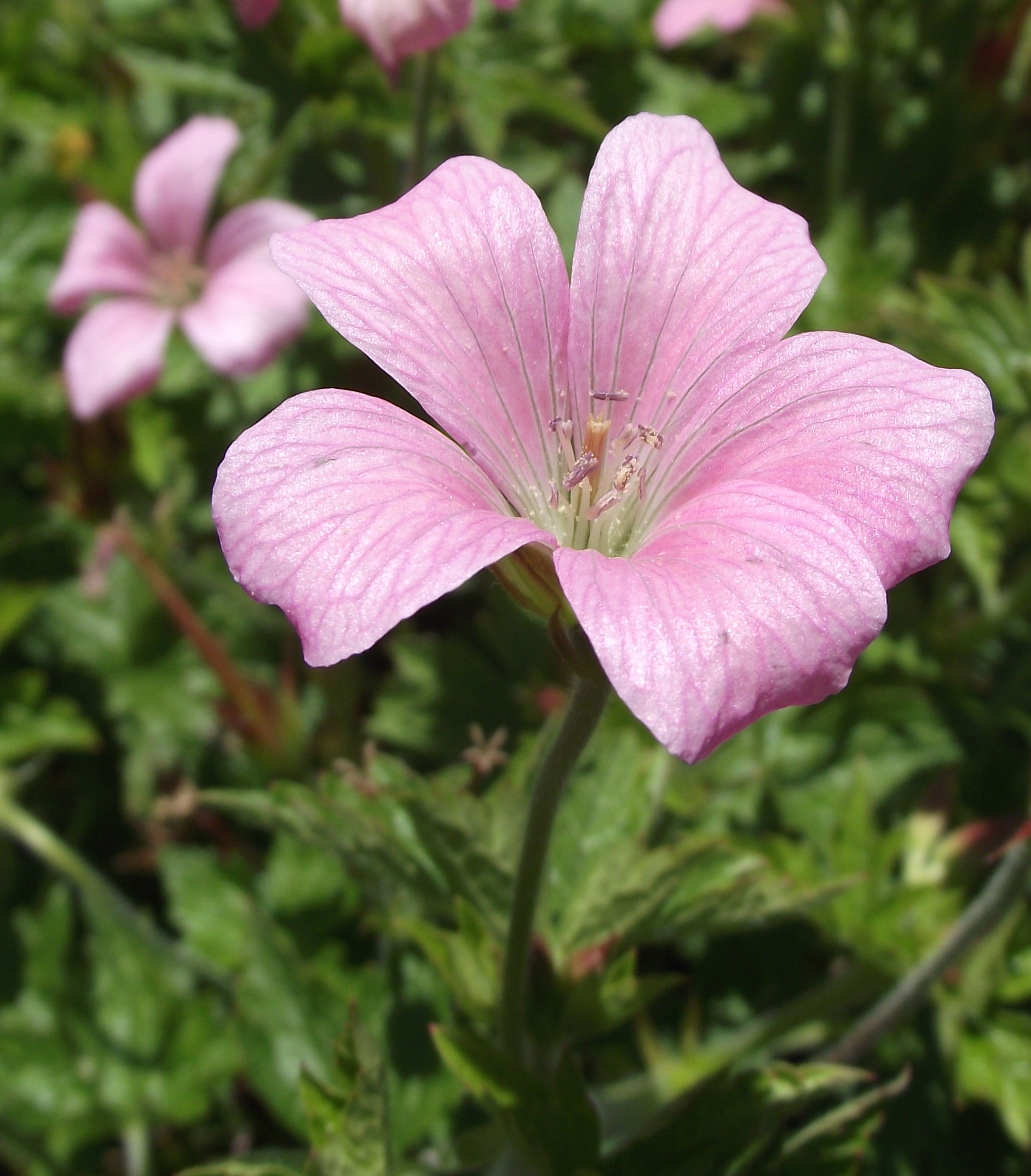
Detall de la flor

Geranium endressii és una espècie de planta de la família de les geraniàcies, nativa d'Europa (Pirineus occidentals) i que es cultiva en jardins. Té un gran monticle de suaus flors de color rosa.
És una planta perenne, peluda, horitzontal, molt allargada amb tiges de 30-80 cm d'altura. Les fulles mesuren de 6 a 8 cm d'ample i són poligonals, palmades amb 5 lòbuls amplis, contigus, incisió-pinnada. Les flors de color rosa són grans (de 3,5 cm d'amplada) i les tiges biflorals són 2-3 vegades més llargues que les fulles de propagació.
Aquesta planta ha guanyat l'Award of Garden Merit de la Royal Horticultural Society. Creix en sòls moderadament fèrtils a part dels sòls inundats. L'exposició completa al sol o l'ombra parcial és el millor, però pot tolerar l'ombra. Es propaga per divisió a la primavera o per esqueixos basals des de principis fins a mitjans de primavera, i l'arrel requereix calor inferior.

## Taxonomia
Geranium endressii va ser descrita per Jacques Etienne Gay i publicada a Annales des Sciences Naturelles (Paris) 26: 228. 1832.

### Etimologia
- Geranium: nom genèric que deriva del grec: geranion, que significa "grua", al·ludint a l'aparença del fruit, que recorda al pic d'aquesta au.[8]
- endressii: epítet que va ser atorgat en honor del botànic suís Peter Karl Endress.

### Sinonímia
- Geranium palustre subsp. endressii (J. Gay) Bonnier & Layens
- Geranium batrachioides Hochst. & Steud. in Steud.
- Geranium endressii f. luxurians Turrill[9]